# William Chester Minor
William Chester Minor, ook bekend als W. C. Minor (juni 1834 – 26 maart 1920) was een Amerikaans legerarts die later een van de belangrijkste bijdragers van woordenboekdefinities aan de Oxford English Dictionary werd. Hij werd toen vastgehouden in een gesticht.

## Biografie

### Jonge jaren
Minor werd geboren op het eiland Ceylon (nu Sri Lanka) als zoon van missionarissen uit New England. Een van zijn halfbroers was Thomas T. Minor, burgemeester van Seattle in de jaren 80 van de 19e eeuw. Toen hij 14 was werd hij naar de Verenigde Staten gestuurd om daar zijn medische opleiding aan Yale-universiteit af te maken.

### Militaire carrière
Hij werd toegelaten tot het Unieleger als legerarts en diende tijdens de Slag in de Wildernis in mei 1864, die bekendstaat vanwege de vele slachtoffers die erbij vielen. Minor moest een Uniesoldaat bestraffen door hem te brandmerken met een "D" op zijn gezicht, voor "deserteur". Deze man was een Ierse immigrant en diens afkomst zou later een rol spelen tijdens Minors demente wanen.
Na het einde van de Amerikaanse Burgeroorlog deed Minor dienst in New York. Hij werd aangetrokken tot de rosse buurt van de stad en ging na zijn diensttijd naar de hoeren. In 1867 werd zijn gedrag opgemerkt door het Amerikaanse leger en hij werd overgeplaatst naar een afgelegen post in de Florida Panhandle. Tegen 1868 was zijn conditie dusdanig verslechterd dat hij opgenomen moest worden in St. Elizabeths Hospital, een gesticht in Washington. Na achttien maanden was er nog altijd geen vooruitgang. Minor werd in staat gesteld om ontslag te nemen als officier en met pensioen te gaan.

### Verhuizing naar Engeland
In 1871 verhuisde Minor naar het Verenigd Koninkrijk en ging in de sloppenwijk Lambeth in Londen wonen waar hij weer een armzalig leven ging leiden. Bezeten door zijn paranoia schoot hij op 17 februari 1872 een man genaamd George Merrett dood waarvan Minor geloofde dat hij in zijn kamer had ingebroken. Merret was op weg geweest naar zijn werk om zijn familie met zes kinderen en zijn zwangere vrouw Eliza te onderhouden. Na een voorarrest dat Minor uitzat in Horsemonger Lane Gaol in Londen werd hij niet schuldig verklaard wegens ontoerekeningsvatbaarheid. Minor werd vastgezet in het gesticht van Broadmoor Hospital in het dorp Crowthorne (Berkshire). Aangezien hij een legerpensioen had en als niet gevaarlijk werd beschouwd kreeg hij een redelijk comfortabel onderkomen en werd hij in staat gesteld om boeken te kopen en te lezen.

### Bijdrager aan de OED
Het is waarschijnlijk aan zijn correspondentie met boekverkopers uit Londen te danken dat hij hoorde over de oproep voor vrijwilligers voor wat de Oxford English Dictionary (OED) zou worden. Minor besteedde de rest van zijn leven aan dat werk. Hij werd een van de meest effectieve vrijwilligers, die zijn persoonlijke bibliotheek gebruikte om citaten te verzamelen, die beschreven hoe bepaalde woorden gebruikt werden. Minor werd vaak bezocht door de weduwe van de man die hij had gedood en ze zorgde ervoor dat hij meer boeken verkreeg. De samenstellers van het woordenboek publiceerden lijsten van woorden die ze omschreven wilden hebben en Minor leverde ze met toenemend gemak nadat zijn lijsten groeiden. Het zou vele jaren duren voor dat de hoofdredacteur van de OED, Dr. James Murray van Minors achtergrond hoorde en hem opzocht.
Minors toestand verslechterde en in 1902 sneed hij zijn eigen penis af. Zijn gezondheid werd slechter en hij werd in staat gesteld om terug te keren naar de VS, naar St. Elizabeths Hospital; hij werd vervolgens gediagnosticeerd met schizofrenie en stierf in 1920 in New Haven (Connecticut).

## In populaire cultuur
In 2019 werd een film uitgebracht getiteld The Professor and the Madman en geregisseerd door Farhad Safinia, gebaseerd op het gelijknamige boek van Simon Winchester met Mel Gibson als Murray en Sean Penn als Minor.